# Shane Knox
Shane Knox (ur. 8 września 1965) – australijski bokser, uczestnik Letnich Igrzysk Olimpijskich 1984. 
W pierwszej rundzie zmierzył się z Charlesem Lubulwą z Ugandy, z którym przegrał 1-4.